# Молі довговусі
Молі довговусі (Adelidae) — родина різнокрилих метеликів. Включає 294 види.

## Опис
Дрібні метелики з розмахом крил 8-20 мм. Тіло вузьке довге. Крила теж вузькі, їх довжина утричі-четверо більша за ширину. Крила вкриті золотистими, бронзовими, зеленкуватими або пурпуровими лусочками з металевим відблиском. Антени ниткоподібні, у самців удвічі-тричі довші переднього крила, у самиць менші. Оцелії відсутні. Голова волохата. Хоботок добре розвинений.

## Спосіб життя
Метелики активні вдень. Самиці часто трапляються у невеликих роях. Гусениці молодшого віку мінують листя, старшого — живляться детритом у рослинній підстилці.

## Класифікація
Підродина Adelinae
- Adela Latreille, 1796
- Cauchas Zeller, 1839
- Nemophora Illiger & Hoffmannsegg

Підродина Nematopogoninae
- Ceromitia Zeller, 1852
- Nematopogon

Incertae sedis
- Subclemensia
- Trichofrons